# Cabanne
Cabanne è una frazione di 44 abitanti del comune di Rezzoaglio, nella città metropolitana di Genova.

## Geografia fisica
È posto all'altitudine di 809 m s.l.m., sul fondovalle dell'alta val d'Aveto, in una zona pianeggiante di prati e pascoli.
Il paese è attraversato dalla strada statale 586 della Valle dell'Aveto e situato in prossimità del bivio con la strada che, attraverso il passo del Fregarolo, mette in comunicazione la val d'Aveto con l'alta val Trebbia. È frequentato da appassionati di pesca sportiva.
Pur essendo una piccola frazione può vantare due razze autoctone: le vacche di razza cabannina e la patata cabannese.

## Storia

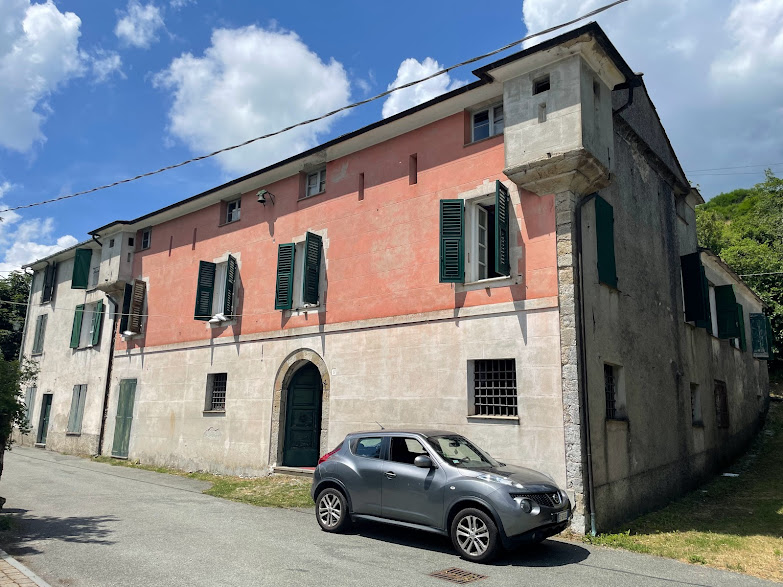
Il palazzo Della Cella a Cabanne

Già storicamente appartenente al feudo imperiale di Santo Stefano d'Aveto, come il capoluogo di Rezzoaglio, fu con la dominazione francese di Napoleone Bonaparte dal 1797 che il paese acquisì una propria autonomia amministrativa, così come l'abitato di Priosa, all'interno del Primo Impero francese. La municipalità di Cabanne fu quindi soppressa dal 1804 e unita, assieme a Priosa, alla municipalità di Rezzoaglio; l'anno successivo il paese cabannino venne ceduto al comune di Santo Stefano d'Aveto.
Dopo la soppressione della stessa municipalità di Rezzoaglio, avvenuta nel 1815 in favore del vicino comune santostefanino, la frazione di Cabanne ritornò a far parte del neo costituito comune rezzoagliese dal 1918.
Dal 1815 al 1859 Cabanne fu zona di confine con la provincia di Bobbio del Regno di Sardegna, dal 1859 al 1923 fu zona di confine con il circondario di Bobbio della provincia di Pavia.

## Monumenti e luoghi d'interesse

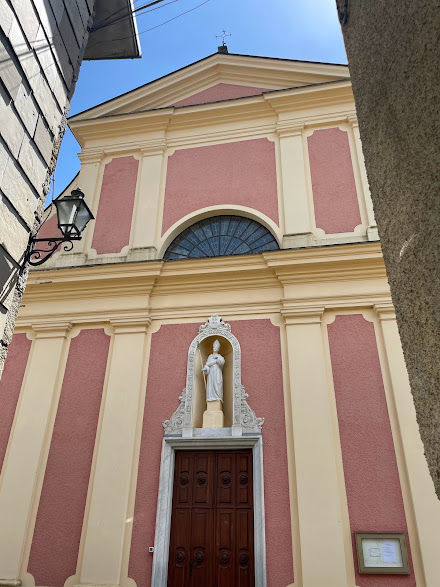
La chiesa parrocchiale di San Bernardo

### Architetture religiose
- Chiesa parrocchiale di San Bernardo già citata nel XVI secolo. Conserva al suo interno due opere pittoriche quali La deposizione dalla Croce e la Resurrezione del pittore Giovanni Lanfranco. In cantoria lignea, sopra il portale d'ingresso, è ubicato l'organo storico costruito nel 1905 dalla ditta Giuseppe Cavalli di Piacenza.

### Architetture civili
- Palazzetto Della Cella. Residenza nobiliare dei signori locali Della Cella, la costruzione della casa-fortezza è risalente al XVI secolo e, secondo le fonti storiche, fu eretta su preesistenti edifici appartenuti ai signori nobiliari da Antonio Doria. Quest'ultimo divenne infatti signore feudale del feudo di Santo Stefano d'Aveto e la costruzione di tale edificio a Cabanne fu voluta per riscuotere i pedaggi da chi proveniva dalla strada che immetteva in valle Sturla. A lato dell'edificio nobiliare è presente un antico portale risalente al 1791. Qui nacque l'esploratore e scienziato Paolo Della Cella, rampollo dell'omonima casata, nel 1792 il quale esplorò il continente africano ai primi anni del XIX secolo.